# Compañía de la Isla de Providencia
La Companía de Isla de Provicencia (en inglés Providence Island Company) fue una compañía privilegiada inglesa formada en 1629 para el establecimiento de la colonia de Isla de Providencia (1629-1641) en la isla de Providencia, en San Andrés, Providencia y Santa Catalina, en Colombia. 
Durante su vigencia emitió patentes de corso y respaldó la piratería, expandiéndose a isla Tortuga y Cabo Gracias a Dios (en los actuales Haití, Nicaragua y Honduras).

## Historia

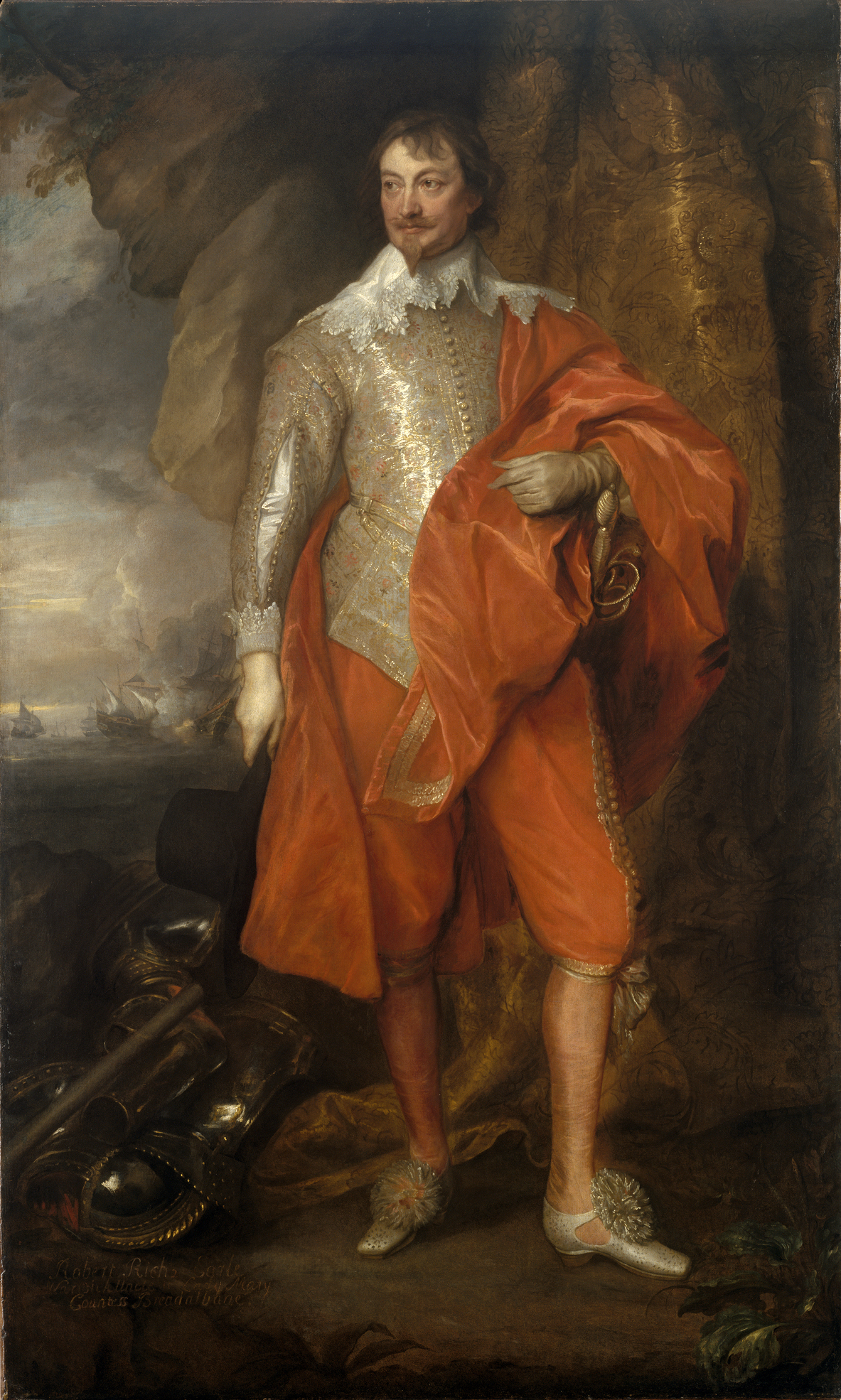
Robert Rich, II conde de Warwick (autor Anthony van Dyck)

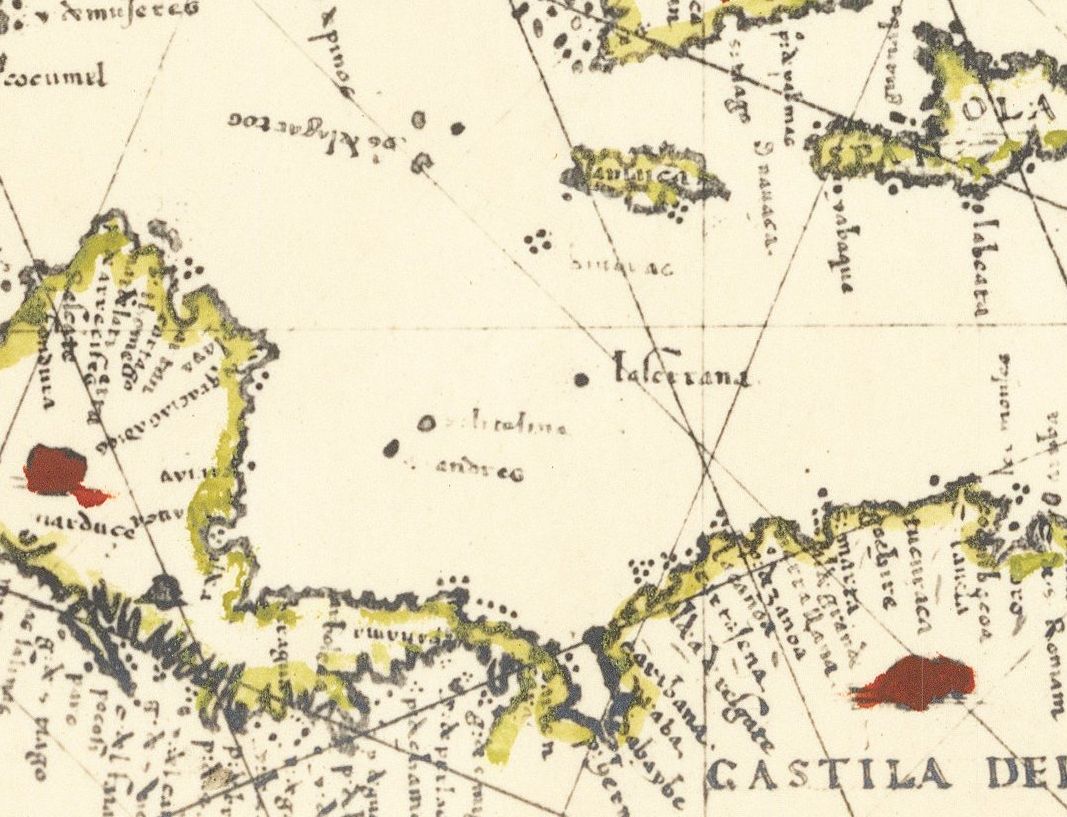
Carta Universal (1527) de Diego Ribeiro con las islas que ocupó la Compañía en 1630

A finales del siglo xvi las naciones europeas desafiaron el monopolio hispano-luso sobre América establecido en el tratado de Tordesillas (1494). En el caso de Inglaterra los esfuerzos de exploración y colonización fueron encomendados a empresas de capital privado con concesiones monopolísticas para asegurar la neutralidad oficial con el imperio español.
Tras la fallida colonia de Roanoke (1585) de Walter Raleigh, la Virginia London Company obtuvo la concesión para establecer la colonia de Virginia (1607-1776) en las costas atlánticas de los actuales EE. UU. Tras los éxitos de las colonias de Virginia y de las Islas de Sommers establecida en 1615 (actual colonia de Bermudas), sus inversores promovieron una nueva empresa colonizadora. 
La Compañía de la Isla de Providencia fue fundada en 1629 en época de Carlos I. Entre sus inversores se encontraban inversores puritanos como John Pym y miembros de la nobleza como Robert Rich, II conde de Warwick o Mountjoy Blount, I barón de Mountjoy. Se trataba de un interés puramente mercantil en alianza con los corsarios y piratas ingleses, franceses y neerlandeses que realizaban el contrabando y el saqueo de las poblaciones españolas en América.El sello de la Compañía, con la inscripción LEGEM EIVS INSULAE EXPECTABVNT (del Canto de Siervo de Isaías) se encuentra en el British Museum de Londres.
En 1631 Philip Bell, yerno de Daniel Elfrith, fue nombrado primer gobernador de Isla Providencia, quien amplió la colonia con la incorporación de Isla de la Tortuga o Association (actual Haití) mediante una alianza con los piratas y bucaneros allí establecidos. El principal cultivo de las colonias fue el de la caña de azúcar con mano de obra esclava obtenida de la Compañía Neerlandesa de las Indias Occidentales, de igual modo que los ingleses hacían en Bermuda, o de las incursiones piratas en los territorios españoles. De 1633 a 1635 operó la factoría de Sussex Camock en Cabo Gracias a Dios (después, protectorado de Costa de Mosquitos) para el comercio de contrabando con los indígenas. 
Isla de la Tortuga, una de las mayores bases piratas del Caribe, fue desmantelada por una expedición española en 1635 mandada por Ruy Fernández de Fuenmayor Figueroa. Las colonia de Isla de Providencia fue desmantelada en 1641 por la expedición mandada desde La Habana liderada por Francisco Díaz Pimienta.
Testimonio de influencia de la Compañía de Isla de Providencia fue el apoyo prestado a los parlamentarios en la preparación de la guerra civil inglesa, por lo que se considera un contrapeso político al gobierno personal de Carlos I. Su principal valedor, el II conde de Warwick continuó fue un alto cargo colonial relacionado con la colonia de Rhode Island y las Plantaciones de Providence.